# Чемпионат мира по шоссейным велогонкам 2006
Чемпионат мира по шоссейным велогонкам 2006 года проходил в Зальцбурге, Австрия, с 20 по 24 сентября. Были проведены групповые гонки и индивидуальные гонки на время с раздельного старта среди мужчин, женщин и мужчин не старше 23 лет. Свои первые чемпионские титулы завоевали Паоло Беттини и Фабиан Канчеллара, в групповой и раздельной гонках соответственно. В женской групповой гонке победу одержала 19-летняя Марианна Фос, первый год выступавшая на взрослом уровне.

## Призёры
| Велогонка         | Золото                        | Золото     | Серебро                  | Серебро     | Бронза                          | Бронза      |
| ----------------- | ----------------------------- | ---------- | ------------------------ | ----------- | ------------------------------- | ----------- |
| Мужчины           |                               |            |                          |             |                                 |             |
| Групповая гонка   | Паоло Беттини · Италия        | 6:15:36    | Эрик Цабель · Германия   | то же время | Алехандро Вальверде · Испания   | то же время |
| Раздельный старт  | Фабиан Канчеллара · Швейцария | 1:00:11.75 | Дэвид Забриски · США     | 1:01:41.72  | Александр Винокуров · Казахстан | 1:02:01.47  |
| Мужчины до 23 лет |                               |            |                          |             |                                 |             |
| Групповая гонка   | Геральд Чиолек · Германия     | 4:00.50    | Ромэн Фейю · Франция     | то же время | Александр Хатунцев · Россия     | то же время |
| Раздельный старт  | Доминик Корню · Бельгия       | 49:28.42   | Михаил Игнатьев · Россия | 50:05.52    | Жером Коппель · Франция         | 50:13.08    |
| Женщины           |                               |            |                          |             |                                 |             |
| Групповая гонка   | Марианна Вос · Нидерланды     | 3:20.26    | Трикси Воррак · Германия | то же время | Николь Кук · Великобритания     | то же время |
| Раздельный старт  | Кристин Армстронг · США       | 35:04.89   | Карин Тюриг · Швейцария  | 35:30.06    | Кристина Торбурн · США          | 35:34.25    |

## Медальный зачёт
| Место | Страна         | Золотая медаль | Серебряная медаль | Бронзовая медаль | Всего |
| ----- | -------------- | -------------- | ----------------- | ---------------- | ----- |
| 1     | Германия       | 1              | 2                 | 0                | 3     |
| 2     | США            | 1              | 1                 | 1                | 3     |
| 3     | Швейцария      | 1              | 1                 | 0                | 2     |
| 4=    | Бельгия        | 1              | 0                 | 0                | 1     |
| 4=    | Италия         | 1              | 0                 | 0                | 1     |
| 4=    | Нидерланды     | 1              | 0                 | 0                | 1     |
| 7=    | Франция        | 0              | 1                 | 1                | 2     |
| 7=    | Россия         | 0              | 1                 | 1                | 2     |
| 9=    | Великобритания | 0              | 0                 | 1                | 1     |
| 9=    | Казахстан      | 0              | 0                 | 1                | 1     |
| 9=    | Испания        | 0              | 0                 | 1                | 1     |
| Всего | Всего          | 6              | 6                 | 6                | 18    |